# Okrąglica (Trzy Korony)
Okrąglica – najwyższa z turni tworzących szczyt Trzech Koron w Pieninach Środkowych w Masywie Trzech Koron. Okrąglica (982 m n.p.m.) znajduje się w środku między tymi turniami szczytowymi (pozostałe turnie to: Płaska Skała, Nad Ogródki, Pańska Skała i Niżnia Okrąglica). Wysokość względna Okrąglicy w stosunku do Dunajca wynosi 532 m, a górna jej część opada w jego stronę bardzo stromą ścianą.
Dawniej, przed wykonaniem sztucznego podejścia była trudno dostępna – wdrapywali się na nią jedynie najodważniejsi. Początkowo turyści nie wchodzili na Okrąglicę, lecz znajdującą się poniżej niej Niżnią Okrąglicę (Ganek). Z Okrąglicy według podań brat Cyprian z Czerwonego Klasztoru dokonał próby lotu za pomocą swojej skrzydlatej machiny. Na szczytach Trzech Koron podobno ukrywała się miejscowa ludność przed najazdem Tatarów.
Już właściciel zamku czorsztyńskiego Stanisław Drohojowski projektował utworzenie platformy na szczycie Okrąglicy. Obecnie znajduje się na niej platforma widokowa zabezpieczona barierkami. Roztacza się z niej kapitalny widok na Pieniński Przełom Dunajca i Pieniny, a także na Tatry, Beskid Sądecki, Gorce, Beskid Żywiecki i Magurę Spiską. Przy dobrej pogodzie można zobaczyć Babią Górę (odległość – 63 km w prostej linii). Widok z Okrąglicy jest jednym z najładniejszych w polskich górach. Jan Alfred Szczepański w 1941 r. pisał: „Stąd widokiem zachwycali się nasi dziadowie i zachwycać się będą nasi wnukowie”.
Na Okrąglicę można wejść wieloma szlakami turystycznymi; z Krościenka, Szczawnicy, Sromowiec Niżnych i Czorsztyna. Wszystkie doprowadzają do skrzyżowania pod jej szczytem, na tzw. Siodło, gdzie w sezonie turystycznym znajduje się punkt pobierania opłat za wstęp. Bilet upoważnia również do wstępu na Sokolicę. Na platformie widokowej mieści się do 30 osób i w sezonie, przy dobrej pogodzie, tworzą się duże kolejki. Samo podejście na Okrąglicę trwa 2 minuty (jeśli nie ma kolejek) i prowadzi sztucznie wykonaną galerią, a następnie metalowymi schodami.
Na niemal pionowych południowo-wschodnich ścianach Okrąglicy znajduje się jedyne na całym świecie stanowisko endemicznego gatunku rośliny – mniszka pienińskiego. W szczelinach skał rośnie rzadki traganek jasny.
Okrąglica znajduje się na obszarze Pienińskiego Parku Narodowego w granicach wsi Sromowce Niżne w województwie małopolskim, w powiecie nowotarskim, w gminie Czorsztyn.

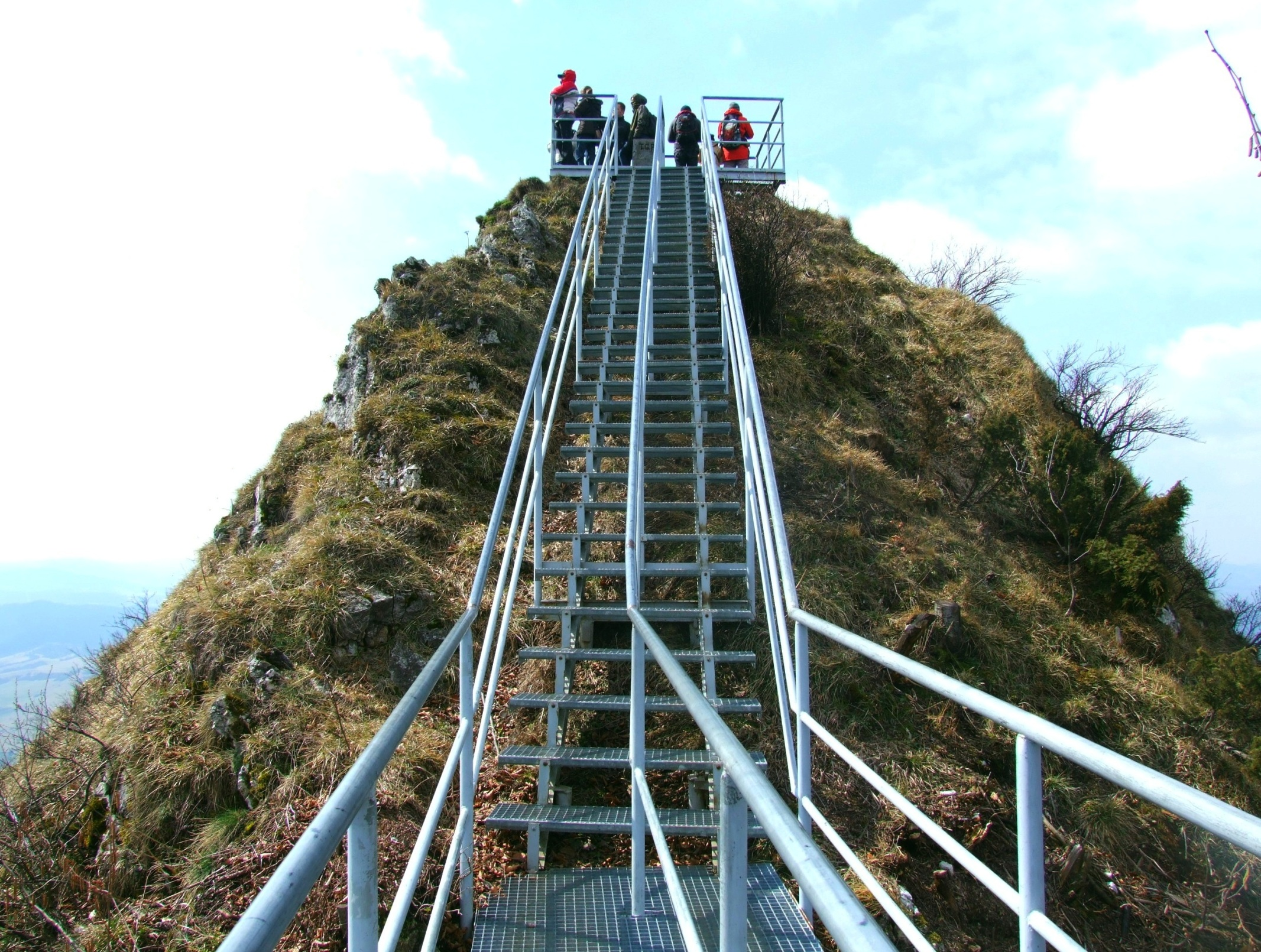
Platforma widokowa na Okrąglicy